# Антониа Гиговска
Антонија Гиговска (Скопље, 21. јануар 2001) македонска је поп певачица.

## Биографија
Њен музички ментор била је професорка Ана Костадиновска. Током 2015. и 2016. године учествовала је у такмичењу Пинкове звездице где је освојила 7. место. Године 2018.  учествовала је на румунском такмичењу Golden Stag где је осваја 2. место.
Победила је на Макфесту 2018. године са песмом „Никогаш не вели никогаш“. Исте године је изабрана за пратећег вокала за групу Eye Cue која је представљала Македонију на Евровизији 2018. године. Била је и пратећи вокал Тамари Тодевској на Евровизији 2019. године, где је Северна Македонија постигла свој најбољи пласман, тј. 7. место.
Уследили су бројни хитови, од којих је највећи успех постигла песмом „Могли смо у двоје“ која је била хит на радио станицама у Србији.
Године 2023. постала је мајка, родила је сина по имену Киан.

## Дискографија

### Синглови
| Спот                | Година |
| ------------------- | ------ |
| Магла               | 2021.  |
| Магнет              | 2021.  |
| Хиена               | 2021.  |
| Атлантида           | 2022.  |
| Око моје            | 2022.  |
| Хабиби              | 2023.  |
| Брига ме            | 2023.  |
| Мразам што те сакам | 2024.  |
| Крива сам           | 2024.  |